# Jean Hanson
Emmeline Jean Hanson (Newhall, 14 november 1919 – Londen, 10 augustus 1973) was een Brits biofysicus en zoöloog die bekend stond om haar spieronderzoek op moleculair niveau. 

## Biografie
Jean Hanson werd geboren op 14 november 1919 als dochter van Tom en Emily Hanson. Ze werd voornamelijk opgevoed door haar moeder, nadat haar vader kwam te overlijden aan de gevolgen van een hersentumor. Van 1930 tot en met 1938 ging ze naar de meisjesschool in Burton upon Trent. In 1938 begon ze aan een studie aan het Bedford College in Londen, dat in de oorlogsjaren uitweek naar Cambridge. Het jaar erop deed ze met succes tussentijdse examens in de vakken fysiologie, scheikunde, botanie en zoölogie. In 1941 studeerde ze met lof af. Haar hoofdvak was zoölogie en haar bijvak botanie. In 1941 en 1942 verrichtte ze als student-onderzoeker aan de faculteit voor de zoölogie van Bedford Collega onderzoek. In deze periode legde ze de basis voor een serie artikelen, die ze publiceerde van 1945 tot en met 1951. Van 1944 tot 1948 was ze de assistent van de zoöloog Harold Munro Fox. In 1947 maakte ze een studiereis van enkele maanden naar Nepal en deed ze onderzoek naar kokerwormen.
In 1948 was ze een van de eerste onderzoekers aan de nieuwe onderzoeksafdeling voor biofysica van King's College. In het begin deed ze aldaar samen met John Randall onderzoek naar microstructuren van de zaadcellen van slakken. Hiervoor maakte ze gebruik van een elektronenmicroscoop en fasecontrastmicroscoop. In 1951 gebruikte ze de fasecontrastmicroscoop om onderzoek te doen naar myofibrillen, draadvormige eiwitketens die onderdeel uitmaken van het cytoskelet. Hiermee identificeerde ze onder andere de A-banden en de I-banden van het sarcomeer. Datzelfde jaar behaalde ze een doctoraat. 
In 1953 en 1954 was ze verbonden aan de afdeling biologie van de Massachusetts Institute of Technology. Aldaar leerde ze beter met de elektronenmicroscoop te werken. Na haar terugkeer uit de Verenigde Staten besloten Randell en Hanson om zich op andere onderzoeksgebieden te richten, Hanson koos ervoor om zich op de spieren van ongewervelde dieren toe te leggen. In 1957 begon ze een samenwerking met Jack Lowy. Samen onderzochten ze de inwendige structuur van microfilamenten in spieren en de ligging van het proteïne tropomyosin. In de jaren zestig voerde King's College een reorganisatie uit en de onderzoeksafdeling voor biofysica werd samen met de nieuwe, door Randell opgerichte afdeling voor biofysica ondergebracht in een nieuw gebouw. Hanson werd in 1966 benoemd tot hoogleraar aan de Universiteit van Londen en het jaar erop werd ze benoemd tot fellow van de Royal Society. In 1969 ging Randell met pensioen. Na zijn pensioen werd de afdeling voor biofysica opgesplitst en Hanson werd directeur van de helft die zich toelegde op de biofysica van spieren.
In 1973 kreeg ze een zeldzame herseninfectie en kwam ze in haar woning te overlijden.